# Jenny Hansson
Pour les articles homonymes, voir Hansson.
Jenny Hansson (né le 26 août 1980) est une fondeuse suédoise active depuis l'hiver 2001-2002.

## Carrière
Elle a débuté en Coupe du monde en 2004 à Gällivare et obtient son unique podium quatre ans plus tard au même lieu lors d'un relais (3e). Durant sa carrière, elle s'est principalement consacrée aux courses marathon se déroulant sur de très longues distances. C'est dans cette spécialité qu'Hansson a connu le plus de succès, remportant la Marcialonga en 2008 et 2010, la Birkebeinerrennet en 2010 et la Vasaloppet en 2011.
En 2013, elle a décidé de se retirer de la compétition de haut niveau.